# Fìdeg
Fìdeg è il romanzo d'esordio dello scrittore Paolo Colagrande. Pubblicato nel 2007, nello stesso anno ha vinto il Premio Campiello per l'opera prima.

## Trama
Storia degli eroi di pace e di guerra da Garibaldi ai giorni nostri è un libro manoscritto di millecinquecento pagine circa, opera di Bisi. Purtroppo il malloppo è stato irrimediabilmente perduto, allorché Bisi lo ha infilato nel baule dell'auto del cognato, andata poi all'autolavaggio e sgomberata di tutte le inutilità che conteneva. Dopo aver cercato con ogni mezzo di tornare in possesso della sua creatura letteraria, Bisi ripiega su un'opera storica di dimensioni molto, molto ridotte.
Il primo passo da fare è di sfrondare tutti gli eroi che la tradizione orale annovera nel periodo contemplato, lasciando il solo Giuseppe Garibaldi, che sarebbe arrivato in incognito alla Cascina di Boscoré e da qui partire con una disamina verace di quanto succede ai nostri giorni, grazie a tanti e tanti antieroi. Così il Bisi scrive e scrive, ma ad ogni ostacolo non può astenersi da lunghe digressioni. Innanzitutto, sembra che ogni persona di riguardo, a partire da Cristoforo Colombo allo stesso Garibaldi, sia nata a Piacenza, definita ubertosa città della Pianura Padana. Poi c'è il caro amico Inaldo Benazzi, Nello per tutti, che essendo un professore di filosofia non perde occasione per soffermarsi su dettagli di valore minimo.
Il povero Bisi si perde continuamente tra una riflessione e l'altra: scomoda i principali letterati quali Umberto Eco, Alessandro Baricco, Alessandro Bergonzoni e persino Sandro Veronesi per ragioni che non hanno a che vedere né col passato storico della regione piacentina, né men che mai con la possibilità di coinvolgerli in un'avventura tanto strampalata. Invece sono assai coinvolti gli amici Ferri, Zani e Salami. Ma a quale pro? Il nuovo manoscritto si trasforma in un monologo a ruota libera che va dal postomerico al tardoromantico, perdendo per strada persino le Muse, divenute le signore della società bene piacentina.
Per allontanare sempre di più la chiusura del libro (che nemmeno è stato aperto da un editore qualsiasi) nell'ultima parte si parla delle disgrazie di un certo Ugo Pigozzi, che ha pubblicato un libro in seguito alla vincita di un concorso letterario. Il libro non vende una sola copia ed è un miracolo se l'autore non deve rifondere i danni alla casa editrice. Ma Nello Benazzi aveva detto che quel libro era da pubblicare, mentre non ha mai detto altrettanto dell'opera di Bisi. Fatto l'ennesimo esame di coscienza, Bisi comprende che nel suo libro c'è una sola parola che valga la fatica dello scrivere: fìdeg!. Che significa fegato in lingua piacentina nord-occidentale, ma uno non può certo campare di fìdeg, se deve portare a termine un libro.

## Personaggi
- Bisi, scrittore e giornalista piacentino.
- Emilia detta l'Emilia, moglie di Bisi.
- Neride Bisi, nonno di Bisi morto a 93 anni nel 1974.
- Nello Benazzi, vero nome Inaldo, amico di Bisi e filosofo, cioè insegnante di filosofia alle superiori.
- Rigo Ferri, Aldo Salami, Piergiorgio e Sandro Zani, amici di Bisi e compartecipi di alcune sue uscite.
- Onorio Carruba, altro amico o conoscente di Bisi, ma sempre preso da solo e non con il gruppo.
- Toni Calegari, poeta.
- Ugo Pigozzi, uno che ha scritto un libro e ha anche vinto il concorso letterario per cui lo ha scritto.

## Edizioni
- Paolo Colagrande, Fìdeg, Alet, Padova 2007
- Paolo Colagrande, Fídeg, Einaudi, Torino 2022